# فهرست رویدادهای اینترنتی
در ذیل فهرستی از رویدادهای اینترنتی، همچون میم‌های اینترنتی، مانند موضوعات مشهور، تکیه‌کلام‌ها، تصاویر، ویدیوهای وایرال یا جوک‌ها آمده‌است. این موضوعات امروزه از طریق وبگاه‌های مشهور و کاربرمحور یا شبکه‌های اجتماعی به‌سرعت در اینترنت پخش می‌شوند.

## رویدادها
| موضوع                     | توضیح | منبع        |
| ------------------------- | --- | ----------- |
| «دوستان شاد درختی»        | مجموعه ای از کارتون‌های فلش با حیوانات کارتونی بامزه که با حوادث مخوف و خشونت‌آمیزی مواجه می‌شدند.                                                            | [ ۱ ]       |
| «پولندبال»                | توپ‌های کروی که معمولاً با انگلیسی شکسته حرف می‌زنند و با طنز به کلیشه‌های ملیت‌ها و روابط بین‌المللی می‌پردازند.                                                 | [ ۲ ]       |
| «ویپورویو»                | ژانری از ویدیوها که در آن کلیپ‌های کمدی آمریکایی مانند سیمسون‌ها با جلوه‌های رنگی و شبیه به VHS فیلتر می‌شوند و با آهنگ‌های چیل‌ویو یا سایکدلیک ترنس پخش می‌شوند. | [ ۳ ]       |
| «لول‌کت»                   | مجموعه‌ای از تصاویر خنده‌آور از عکس‌های گربه‌ها و عبارت‌هایی که به عمد دارای غلط املایی یا دستوری هستند.                                                        |             |
| «دوج»                     | |             |
| «لرزش هارلم»              | | [ ۴ ] [ ۵ ] |
| «رقص تریلر زندان فیلیپین» | |             |
| «گروگو»                   | |             |
| «بیگ فلوپا»               | |             |